# Walter Unterweger
Walter Unterweger (* 26. September 1976 in Lienz) ist ein österreichischer Arzt. 2000 war er Teilnehmer der zweiten Staffel der deutschen Fernsehshow Big Brother.

## Leben und Karriere
Unterweger wollte sich mit der Teilnahme bei Big Brother sein Medizinstudium finanzieren. Nach seinem Auszug aus dem Big-Brother-Haus veröffentlichte er im Dezember 2000 seine erste Single Ich geh nicht ohne dich, die den dritten Platz in den deutschen Singlecharts erreichte. 2001 wurde Unterweger für die ARD-Fernsehserie Marienhof engagiert und spielte dort bis 2003 die Rolle des Radiomoderators Michi Derflinger. Danach trat er nicht mehr öffentlich in Erscheinung.
2006 wurde er in Graz zum Doktor der gesamten Heilkunde (Dr. med. univ.) promoviert und arbeitet in einem Berliner Krankenhaus als Assistenzarzt. Unterweger ist außerdem Autor und Verleger; er betreibt in Berlin den Wimmelbuchverlag.

## Privates
2005 heiratete Unterweger im Marmorsaal von Schloss Mirabell in Salzburg die Schauspielerin Henriette Richter-Röhl, die er während der Dreharbeiten zu Marienhof kennengelernt hatte. Er wohnt mit seiner Frau und seinen Töchtern (* 2007 und * 2015) in Berlin.